# Lugina Cabezas
María Lugina Cabezas Andrade (sinh ngày 8 tháng 5 năm 1987) là một luật sư đến từ Quito, Ecuador. Cô là Hoa hậu Ecuador 2007  và thi đấu tại Mexico City vào ngày 28 tháng 5 năm 2007 tại cuộc thi Hoa hậu Hoàn vũ 2007 nhưng không thành công.
Cô theo học trường Luật tại Đại học San Francisco de Quito. Lugina là con gái duy nhất của cha mẹ đã ly thân.
Cô đã giành được danh hiệu Hoa hậu Ecuador bằng cách thể hiện năng khiếu của mình.
Á quân của cuộc thi Hoa hậu Ecuador là Valeska Alexandra Saab Gómez (chung kết đầu tiên), Jéssica Maena Ortiz Campos (chung kết thứ hai), (Mishell Granda (chung kết thứ ba), & Andrea Fiallos (chung kết thứ tư).